# Zelena avenija, Ljubljana
Zelena avenija je avenija v Ljubljani, delo Jožeta Plečnika, ki je urbanistično zasnoval povezavo med Kongresnim trgom in Karunovo ulico.
Avenija, ki se prične na Kongresnem trgu, poteka po Vegovi ulici, prečka Trg francoske revolucije in poteka po Emonski cesti do križišča s Karunovo ulico.
Zaradi dejstva, da je Plečnik »s tlakovanji, mestnim pohištvom, spomeniki, manjšimi arhitekturami in drevoredi ter drugo zazelenitvijo povezal različne sekvence prostora, elemente zgodovinskih obdobij, arhitekturne in likovne prvine ter ustvaril mestno magistralo, ki je ključni element Plečnikove zelene Ljubljane«, je bila leta 2009 razglašena za kulturni spomenik državnega pomena., leta 2021 pa vpisana na Unescov seznam svetovne dediščine.